# Apteropanorpa evansi
Apteropanorpa evansi is een schorpioenvlieg uit de familie van de Apteropanorpidae. De wetenschappelijke naam van de soort is voor het eerst geldig gepubliceerd door Byers & Yeates in 1999.
De soort komt voor in Tasmanië.